# Służba ma naprzod ustawiczna
Służba ma naprzod ustawiczna – list miłosny w języku polskim z pierwszej połowy XV wieku.
List pochodzi ze zbioru formuł listowych zapisanych w tzw. Retoryce Marcina z Międzyrzecza, datowanej ok. 1428. Rękopis znajduje się w Bibliotece Jagiellońskiej w Krakowie. W liście młodzieniec żegna przed wyjazdem pannę, prosi ją o wierność, zapewnia o stałym uczuciu. Na początku utworu znajduje się formuła powitalna, następnie przedstawienie sprawy, a dalej prośba – błaganie o wzajemność i zapewnienie wierności. List kończy się prośbą o zachowanie tajemnicy i pokłonienie się matce. Utwór pisany jest prozą, gdzieniegdzie rymowaną, zawiera przenośnie obrazujące uczucia.